# Caius Memmius (consul en -34)
Pour les articles homonymes, voir Caius Memmius.
Caius Memmius est un  sénateur romain de la fin de la République romaine. Il est consul suffect en 34 av. J.-C.

## Famille
Il est le fils de Caius Memmius, orateur, poète et candidat malheureux au consulat de 54 av. J.-C., et de Cornelia Fausta, ce qui fait de lui le petit-fils du dictateur Lucius Cornelius Sulla.
Il est le beau-fils de Titus Annius Milo, dit Milon, qui a épousé sa mère après qu'elle eut divorcé de son père,.

## Biographie
C'est un homo novus dont très peu de sa carrière ou de ses convictions politiques nous est connu.
Il est tribun de la plèbe en 54 av. J.-C. À ce poste, il poursuit Aulus Gabinius, consul en 58 av. J.-C. puis proconsul en Syrie pour des détournements de fonds effectués dans sa province,,. Gabinius, qui a par ailleurs réussit son proconsulat, paie la rancune des chevaliers pour son action durant son mandat où il a dénoncé les méthodes honteuses et usurières des publicains vis-à-vis des populations. Il met aussi en accusation Cnaeus Domitius Calvinus pour brigue lors des élections consulaires ayant lieu en 54 av. J.-C. pour l'année suivante. Il prend la défense de Marcus Aemilius Scaurus qui brigue aussi le consulat mais s'est vu barré la route par les consuls en fonction qui se sont déjà entendus avec deux candidats pour leur succéder,.
Caius Memmius est nommé consul suffect en 34 av. J.-C. à la place de Lucius Scribonius Libo. Il est en fonction du 1er juillet au 1er novembre. Au cours de sa magistrature, des jeux sont faits en l'honneur d'un des ancêtres mythiques de la gens Iulia, Venus Genitrix. Son collègue est Lucius Aemilius Lepidus Paullus.
Il devient plus tard proconsul d'Asie après l'an 30 av. J.-C. Alors qu'il est gouverneur, il érige un monument en l'honneur de son grand-père Sylla, avec pour inscription : C·MEMMIO·C·F·SULLAE·FELICIS·N·EX·PECUNI(A).